# جيرل ديفيلوب إيت
جيرل ديفيلوب إيت (طوريها يا فتاة) (GDI) هي مؤسسة غير هادفة للربح مخصصة لتجهيز النساء بالأدوات التي يحتاجون إليها للاحتراف في مجال تطوير البرمجيات. توفر المؤسسة برامج بتكلفة ميسورة للسيدات اللواتي يطمحن في تعلم تطوير الويب و البرمجيات في بيئة خالية من الأحكام.  مهمتهم هي منح النساء من أي مستوى دخل، جنسية، مستوى تعليمي، نشأة ان يكونوا في بيئة لتعلم المهارات لبناء مواقع إلكترونية و تعلم الكود لبناء برامج عن طريق التدرب عملياً، في دولتين، في 56 مدينة.

## التاريخ
تأسست جيرل ديفيلوب إيت في 2010 على أيدي فانيسا هورست و سارة تشيبس متخذين من مدينة نيويورك كموقع رئيسي للمؤسسة. بدأت (GDI) بفصل واحد فقط، الذي تم حجز كل مقاعده في يوم واحد. اليوم، أكثر من 55000 عضوة تمت مساعدتهن. منذ بداية المؤسسة و إلى اليوم، قاموا بتوسيع المؤسسة لتتواجد في 53 مدينة، في 33 ولاية و حي في الولايات المتحدة الأمريكية. كما تتواجد المؤسسة أيضاً في أوتاوا، أونتاريو كندا. مؤخراً، ساعدت جيرل ديفيلوب إيت أكثر من 1000 طالبة كل شهر بتزويدهن بمهارات الكود. في نهاية 2017، بدأت المؤسسة في مخاطبة الاستفسارات الدولية. استضافت أو شاركت المؤسسة و الفروع المحلية في عدة هاكاثون. في أثناء الفعالية الثانية لفرع بوفالو عام 2016، تنافس مطورو البرامج لإنشاء مواقع إلكترونية لمؤسسات غير هادفة للربح التي يعتبر مالكيها من النساء أو الأقليات. استضافت ايضاً المؤسسة عدة هاكاثون في كامدن و ويلمنغتون و سياتل.